# Buffalo Bandits

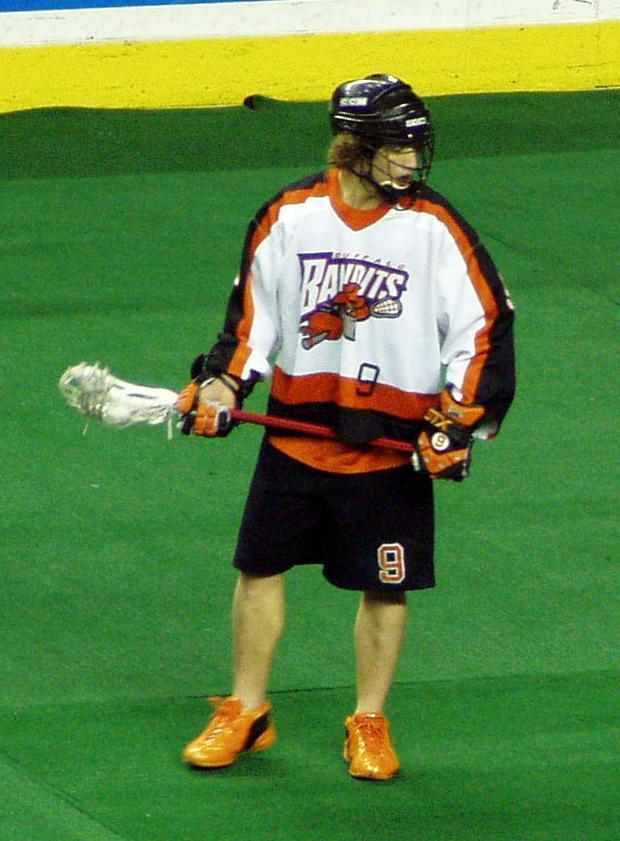
Mark Steenhuis, zawodnik Buffalo Bandits

Buffalo Bandits – zawodowa drużyna lacrosse grająca w National Lacrosse League w dywizji wschodniej.

## Informacje
- Data założenia: 1992
- Trener: Darris Kilgour
- Manager: Darris Kilgour
- Arena: First Niagara Center
- Barwy: pomarańczowo-czarno-purpurowe

## Osiągnięcia
- Champion’s Cup: 1992, 1993, 1996
- Mistrzostwo dywizji: 1992, 1993, 1994, 2004, 2006

## Wyniki
W-P Wygrane-Przegrane, Dom-Mecze w domu W-P, Wyjazd-Mecze na wyjeździe W-P, GZ-Gole zdobyte, GS-Gole stracone
| Sezon         | W-P    | Dom   | Wyjazd | GZ   | GS   | Playoffs                    |
| ------------- | ------ | ----- | ------ | ---- | ---- | --------------------------- |
| 1992          | 5-3    | 2-2   | 3-1    | 161  | 125  | Mistrzostwo                 |
| 1993          | 8-0    | 4-0   | 4-0    | 143  | 108  | Mistrzostwo                 |
| 1994          | 6-2    | 3-1   | 3-1    | 121  | 99   | Porażka w finale            |
| 1996          | 3-5    | 2-2   | 1-3    | 109  | 108  | Porażka w półfinale         |
| 1996          | 8-2    | 3-2   | 5-0    | 172  | 127  | Mistrzostwo                 |
| 1997          | 6-4    | 3-2   | 3-2    | 158  | 153  | Porażka w finale            |
| 1998          | 6-6    | 4-2   | 2-4    | 166  | 171  | Porażka w półfinale         |
| 1999          | 4-8    | 1-5   | 3-3    | 158  | 177  | Bez awansu                  |
| 2000          | 8-4    | 5-1   | 3-3    | 202  | 194  | Porażka w półfinale         |
| 2001          | 8-6    | 4-3   | 4-3    | 248  | 218  | Bez awansu                  |
| 2002          | 8-8    | 4-4   | 4-4    | 210  | 215  | Bez awansu                  |
| 2003          | 12-4   | 8-0   | 4-4    | 231  | 188  | Porażka w półfinale         |
| 2004          | 8-8    | 4-4   | 4-4    | 205  | 198  | Porażka w finale            |
| 2005          | 11-5   | 5-3   | 6-2    | 217  | 183  | Porażka w półfinale dywizji |
| 2006          | 11-5   | 6-2   | 5-3    | 193  | 167  | Porażka w finale            |
| 2007          | 10-6   | 6-2   | 4-4    | 249  | 194  | Porażka w finale dywizji    |
| Razem         | 122-76 | 64-35 | 58-41  | 2943 | 2625 |                             |
| Playoff razem | 15-10  | 9-6   | 6-4    | 361  | 329  |                             |

## Skład
- Bramkarze:
  -  Steve Dietrich
- Obrońcy:
  -  Troy Bonterre
  -  Billy Dee Smith
  -  Clay Hill
  -  Chris White
  -  Kyle Laverty
  -  Kyle Couling
  -  Chris Langdale
- Pomocnicy:
  -  Mark Steenhuis
  -  Rich Kilgour
  -  Pat McCready
- Napastnicy:
  -  Keith Burtis
  -  John Tavares
  -  Dan Teat
  -  Jason Crosbie
  -  Cory Bomberry
  -  Roger Vyse
  -  Kim Squire
  -  Delby Powless